# Восточный административный район (Саудовская Аравия)
Восто́чный, ранее Восто́чная прови́нция, также Эш-Шарки́я (араб. الشرقية‎ — «восточный») — крупнейший административный район на востоке Саудовской Аравии. Административный центр — город Эд-Даммам. Площадь — 672 522 км², население — 5,1 млн человек (2019).

## География
На северо-западе граничит с административным районом Эль-Худуд-эш-Шамалия, на западе с административным районом Эр-Рияд, на юго-западе с административным районом Наджран, на юге с Йеменом, на юго-востоке с Оманом и ОАЭ, на востоке с Бахрейном и Катаром, на севере с Кувейтом и Ираком. На востоке омывается водами Персидского залива.
Пригород Эд-Даммама Эль-Хубар соединён 25-километровым мостом короля Фахда с Королевством Бахрейн.

## Религия
90 % населения административного района, где сосредоточены основные запасы нефти в Саудовской Аравии, составляют сунниты. Меньшинство — шииты.

## История
Восточный административный район раньше назывался Эль-Хаса. Со времени вхождения провинции Эль-Хаса в состав саудовского государства в 1914 году и до 1985 года эмирами (губернаторами) провинции были представители рода Аль-Джилюви — боковой ветви правящей династии Аль-Саудов. Однако королю Фахду во время своего правления удалось сломить эту традицию и назначить эмиром провинции своего сына Мухаммада аль-Сауда, который занимает эту должность поныне.

## Административное деление
Административный район делится на 11 мухафаз (В скобках население на 2010 год):
1. Ad Dammam (904 597)
2. Эль-Хаса (1 063 112)
3. Al Jubayl (378 949)
4. Al Khafji (76 279)
5. Al Khubar (578 500)
6. Al Qatif (524 182)
7. An Nuayriyah (52 340)
8. Buqayq (53 444)
9. Haft Al Babin (389 993)
10. Qaryah Al Ulya (24 634)
11. Ras Tannurah (60 750)

## Администрация
Во главе административного района (ранее провинции) с 1985 года стоит наместник с титулом эмира, назначаемый королём из числа принцев династии Аль Сауд.

### Эмиры
| Эмиры минтаки (губернаторы провинции) |                |                                               |                                      |
| №                                     | годы правления | имя                                           | примечание                           |
| 1.                                    | 1914—1935      | принц Абдаллах ибн Джилюви Аль Джилюви        | двоюродный брат короля Абд аль-Азиза |
| 2.                                    | 1935—1966      | принц Сауд ибн Абдаллах Аль Джилюви           |                                      |
| 3.                                    | 1966—1985      | принц Абд аль-Мухсин бин Абдаллах Аль Джилюви |                                      |
| 4.                                    | 1985—2013      | принц Мухаммед ибн Фахд                       | сын короля Фахда                     |
| 5.                                    | 2013 — н. в.   | принц Сауд ибн Наиф                           | сын принца Найефа                    |